# Dingolshausen

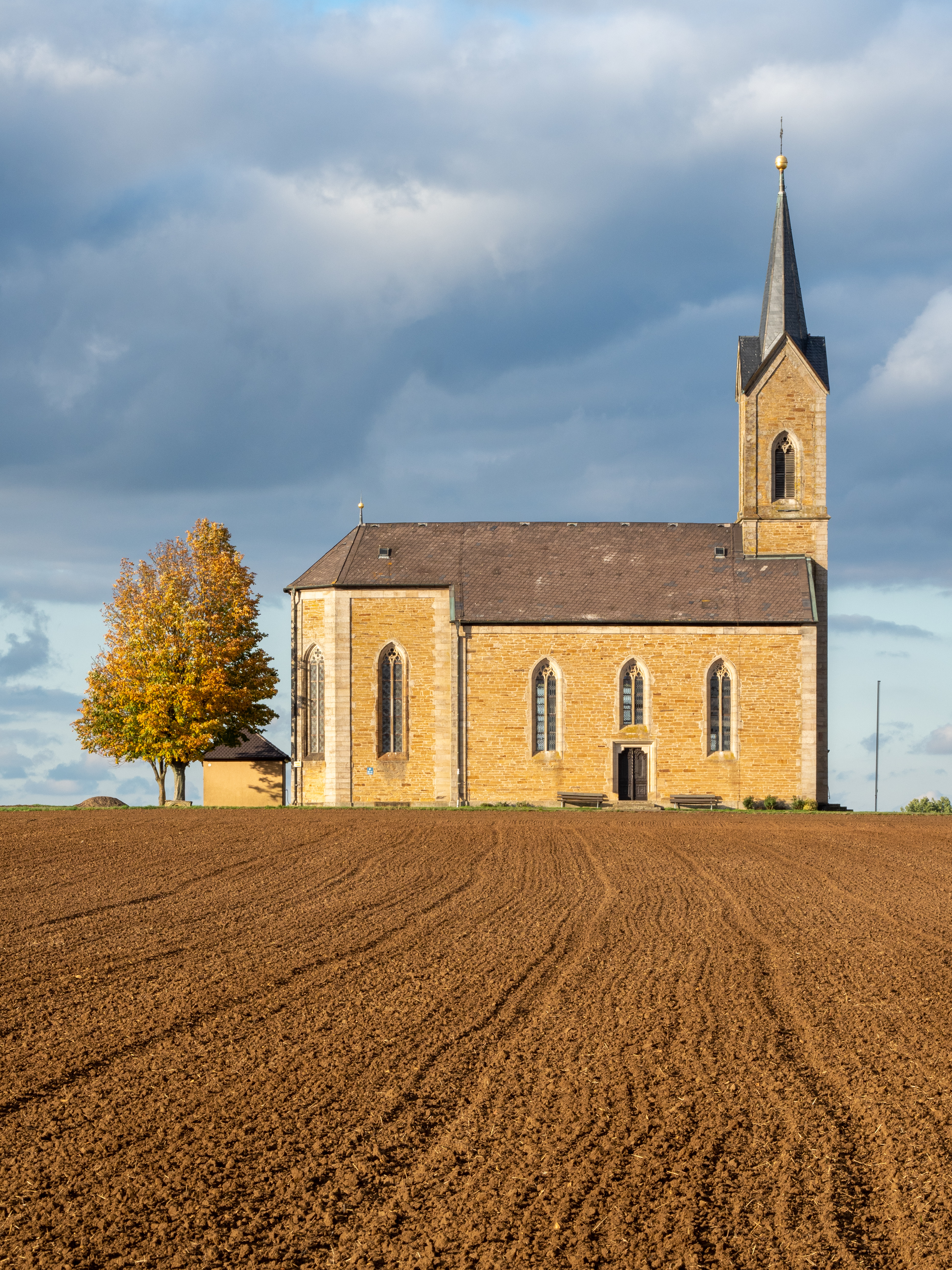
Autre vue de Bischwind (Dingolshausen). Octobre 2020.

Dingolshausen est une commune de Bavière (Allemagne), située dans l'arrondissement de Schweinfurt, dans le district de Basse-Franconie.